# Iwan Kizimow
Iwan Michajłowicz Kizimow (ros. Иван Михайлович Кизимов, ur. 28 kwietnia 1928 w Nowoczerkasku, zm. 22 września 2019 w Petersburgu) – radziecki jeździec sportowy. Wielokrotny medalista olimpijski.
Specjalizował się w ujeżdżeniu. Brał udział w czterech igrzyskach (IO 64, IO 68, IO 72, IO 76), na trzech zdobywał medale. W 1968 wywalczył złoto w konkursie indywidualnym, cztery lata później triumfował w drużynie. Partnerowali mu Iwan Kalita i Jelena Pietuszkowa. Ponadto dwukrotnie stawał na niższych stopniach podium w konkursach drużynowych.